# Surdotyflopedagogika
Surdotyflopedagogika – interdyscyplinarny dział pedagogiki specjalnej zajmujący się diagnozą, edukacją i wsparciem osób z jednoczesnym uszkodzeniem wzroku i słuchu. Łączy elementy surdopedagogiki, tyflopedagogiki oraz komunikacji alternatywnej i wspomagającej (AAC).

## Stopnie niepełnosprawności
Ze względu na stopień uszkodzenia wzroku i słuchu i dzieci głuchoniewidomych, wyróżnia się następujące grupy:
- całkowicie głuchoniewidome;
- głuchoniewidome z całkowitą głuchotą i słabowzrocznością;
- głuchoniewidome z niedosłuchem i całkowitą ślepotą;
- głuchoniewidome z niedosłuchem i słabowzrocznością.

Dzieci głuchoniewidome od urodzenia mają znacznie ograniczoną możliwość zdobywania informacji i nawiązywania kontaktu ze światem poprzez dwa podstawowe zmysły. Całkowita głuchoślepota wrodzona uważana jest za niepełnosprawność, która może przyczynić się m.in. do ograniczenia możliwości normalnego rozwoju, poznawania rzeczywistości i komunikowania się.

## Możliwości rozwojowe i edukacyjne
Stopień uszkodzenia słuchu i wzroku oraz okres wystąpienia głuchoślepoty nie zawsze są decydującymi czynnikami mającymi wpływ na możliwości rozwojowe i edukacyjne oraz poziom funkcjonowania. Ze względu na te czynniki dzieci głuchoniewidome podzielono na:
- o niskim poziomie funkcjonowania i niskim poziomie intelektualnym (edukacja w warunkach specjalnych);
- o przeciętnym lub wysokim poziomie funkcjonowania oraz poziomie inteligencji (mają możliwość niezależnego lub częściowo niezależnego życia zawodowego i społecznego).

### Placówki specjalne
Większość placówek szkolnictwa specjalnego dla dzieci głuchoniewidomych powstała na gruncie szkół dla osób głuchych lub niewidomych. Stanowią one bardziej lub mniej samodzielne oddziały tych placówek. Mają one na celu zapewnienie najkorzystniejszych warunków rozwojowych, przygotowanie do życia oraz do ewentualnej pracy zawodowej. Zajmują się tym szkoły o charakterze specjalnym oraz integracyjnym. Edukacja dzieci głuchoniewidomych obejmuje zwykle okres od przedszkola do osiągnięcia pełnoletności, z możliwością przedłużenia nauki do 21. roku życia.

### Kadra specjalistyczna
Z dziećmi głuchoniewidomymi pracują interdyscyplinarne zespoły specjalistów, w skład których mogą wchodzić: surdotyflopedagodzy, psycholodzy, logopedzi, tyflopedagodzy, surdopedagodzy, rehabilitanci, a także asystenci komunikacyjni. Kluczowe znaczenie ma stała współpraca ze środowiskiem domowym dziecka.

### Program edukacyjny
Program edukacyjny zakłada dwa poziomy nauczania, które są niezależne od wieku dziecka:
- program przedszkolny trwający od 1 do 3 lat w zależności od rozwoju dziecka;
- program szkolny trwający 10 lub więcej lat, w zależności od wyników.

Program edukacyjny głównie obejmuje następujące zajęcia:
- usprawnianie zachowanej zdolności widzenia u dzieci z resztkami wzroku i słyszenia u dzieci z resztkami słuchu;
- nauka metod komunikowania się;
- nauka mowy dźwiękowej;
- nauka czynności dnia codziennego - odbywa się głównie w internacie, w czasie rutynowego rozkładu dnia;
- orientacja i poruszanie się w przestrzeni - ma sprzyjać samodzielności w poruszaniu się z wykorzystaniem zachowanych zmysłów, laski i przewodnika;
- usprawnienie fizyczne;
- zajęcia muzyczne;
- posługiwanie się komputerem - ma na celu stworzeniu dziecku możliwości pisania i czytania (powiększony druk);
- terapia zajęciowa;
- przygotowanie do pracy.

## Komunikowanie się z otoczeniem
Dziecko musi opanować, co najmniej jedną metodę komunikowania się. Porozumiewanie się z dzieckiem uzależnione jest od jego poziomu rozwoju.
Najpierw wprowadza się komunikację przy pomocy przedmiotów i naturalnych znaków. Kolejnym etapem jest wypracowanie z dzieckiem umiejętności posługiwania się znakami symbolicznymi. Natomiast metody komunikacji zależne są od indywidualnych predyspozycji dziecka.

## Metody komunikacji
Ważnym elementem edukacji jest opanowanie przynajmniej jednej skutecznej metody komunikacji alternatywnej lub wspomagającej. Wybór konkretnej metody zależy od:
- stopnia uszkodzenia wzroku i/lub słuchu,
- momentu wystąpienia głuchoślepoty,
- indywidualnych umiejętności dziecka,
- dostępności opiekunów i specjalistów.

| Metoda                             | Opis                                                     | Typ percepcji     |
| ---------------------------------- | -------------------------------------------------------- | ----------------- |
| Język migowy dotykowy              | Przekazywanie znaków do dłoni                            | dotykowy          |
| Alfabet punktowy ("daktylografia") | Litery tworzone palcami na dłoni                         | dotykowy          |
| Alfabet Lorma                      | System dotykowy, dotyk znakowy na dłoni i ramieniu       | dotykowy          |
| Alfabet Braille'a                  | Czytanie i pisanie pismem wypukłym                       | dotykowy          |
| Makaton                            | Znaki ze wsparciem gestu/symbolu                         | wzrokowo-dotykowy |
| Mowa foniczna                      | Uczy się dzieci z resztkami słuchu                       | słuchowy          |
| Urządzenia wspomagające            | Aparaty słuchowe, powiększenia tekstu komputerowego itp. | sluchowo-wzrokowy |